# 朱琳 (话剧演员)
朱琳（1923年5月—2015年7月7日），又名朱云芳，女，江苏灌云人，中华民国及中华人民共和国话剧演员，北京人民艺术剧院演员。

## 生平
朱琳出生在江苏省灌云县板浦一个贫寒家庭。父亲原来是富家子弟，希望实业救国，却在朱琳出生前便已败掉全部家产。朱琳出生后，父亲很早便离开了，母亲靠在教会学校当教工的微薄薪水养活她和姐姐，还有一位疯了的奶奶。
朱琳儿时随家迁居江苏省海州，1928年又迁居淮阴。6岁时，朱琳进入江苏省立第六师范学校（今江苏省淮阴中学）附小，上小学一年级，因她声音好，学得快，获校长选中参加多校汇演，6岁的她登台演出了《苏武牧羊》，获热烈欢迎。这是朱琳首次登台演出。1936年，朱琳进入江苏省立第六师范学校学习。
1937年八一三事变爆发后，学校停课，朱琳和同学们组织宣传队，上街唱歌演戏，宣传抗日救亡。当时，在淮阴城内，中国共产党地下党员郭维城正筹备宣传抗日救亡的“长虹剧社”，便邀请这些学生加入该剧社。14岁的朱琳出演出了第一部大戏——谷剑尘写的话剧《暴风雨》，饰演女主角。她还主演了话剧《烙痕》。
1937年11月，日军攻占上海，长虹剧社的十多位同学随郭维城撤至武汉的东北救亡总会。在此，朱琳参加了周恩来、郭沫若创建并直接领导的抗敌演剧队。她随演剧九队先后辗转武汉、长沙、南昌、衡阳、桂林、重庆等地，演出《放下你的鞭子》、《家破人亡》、《木兰从军》、《生与死》、《保卫大湖南》等话剧。她和队友们常徒步深入农村、部队驻地、祠庙、村口、道边，在枪炮声中排练、演出。演剧队的不少导演、剧作家都是1930年代上海中国左翼戏剧家联盟的成员。经他们指导，朱琳逐渐懂得了话剧表演。
1942年秋，朱琳被田汉借调至新中国剧社，排演田汉新创作的《秋声赋》。这部话剧的主题是反对投降、坚持抗战。田汉对朱琳说：“演了这个戏，当局可能要找麻烦，你敢演吗？”朱琳随即回答： “你敢写我就敢演！”这句话感动了田汉。40年后，田汉写《关汉卿》时，将这段对话写入关汉卿与朱帘秀的对话中。
新中国剧社是一个纯民营剧团，由进步青年组成，靠演出门票维持经营，常常发生经费困难。在此，朱琳遇到了老导演瞿白音。他给朱琳排演了五部剧目：《秋声赋》、《大雷雨》、《钦差大臣》、《日出》、《名优之死》。瞿白音要求很严格，朱琳排哭过好几次，但她对话剧的理解更深入了。朱琳说，“我由衷地感激他！”
抗日战争胜利后，她在上海、无锡等地演出《丽人行》，并且参加了电影《二百五小传》的拍摄。
中华人民共和国成立后，朱琳加入中国青年艺术剧院，担任主演，演出了话剧《钦差大臣》、《在新事物面前》。1955年，转入北京人民艺术剧院，1959年加入中国共产党。朱琳多次和北京人民艺术剧院“四大导演”焦菊隐、欧阳山尊、夏淳、梅阡合作，先后塑造了《雷雨》中的鲁侍萍等20余个人物形象，成为北京人民艺术剧院黄金时代的“第一青衣”，被誉为“中国的话剧皇后”。她在历史剧《虎符》、《蔡文姬》、《武则天》中分别塑造的如姬、蔡文姬、武则天，将传统戏曲中的程式与技巧融汇其中，使人物性格的刻画准确而细腻，形神兼美，富有浓郁的中国韵味，且各具特色，成为话剧表演民族化的重要代表作。朱琳雍容大气、美丽脱俗的表演，韵味悠长的道白，形成了独具风范的表演风格。她也被誉为“台词专家”。
文化大革命结束后，1982年至1985年，朱琳先后饰演《贵妇还乡》中克莱尔、《推销员之死》中的琳达、《洋麻将》中的芳西雅。这是朱琳话剧生涯中的新高峰。其中1983年，60岁的朱琳出演美国剧作家阿瑟·米勒的《推销员之死》中的琳达。朱琳说:“《推销员之死》是我最喜欢的戏，甚至超过了《蔡文姬》。它把一个人物写得很平常，但是很美。琳达为这个家付出了一切，她是剧作家笔下最美的几个女性形象之一，性格美，灵魂美。”朱琳的表演获阿瑟·米勒的赞赏。朱琳除演出之外，还自己创作或与他人合作了《春到街头》、《乘风破浪》、《老师啊，老师》、《在街道口》等话剧剧本，又撰写30余篇戏剧研究论文，多次随中国戏剧代表团赴日本、美国、新加坡、法国等国访问。

## 社会兼职
曾任中国戏剧家协会常务理事、北京市剧协常务理事、北京市人民代表大会代表。

## 荣誉
2007年4月，朱琳和于是之、欧阳山尊等人均被授予“国家有突出贡献话剧艺术家”荣誉称号。

## 家庭
丈夫刁光覃